# فهرست هنرمندان ایرانی
در زیر فهرستی از هنرمندان برجسته ایرانی آمده است. این فهرست دربردارنده افرادی است که در ایران متولد شده‌اند، از تبار ایرانی هستند یا کسانی که کارهایی را انجام می‌دهند که عمدتاً در مورد ایران هستند. 

## هنرمندان سینما

### بازیگران
- اکبر عبدی
- مهدی فخیم‌زاده
- علی نصیریان
- مرتضی احمدی
- گلاب آدینه
- مهتاب کرامتی
- مریم کاویانی
- امیر جعفری
- ریما رامین فر
- مهناز افشار
- سیامک انصاری
- داوود رشیدی
- لیلی رشیدی
- شهره آغداشلو
- پگاه آهنگرانی
- جهانگیر الماسی
- داریوش ارجمند
- انوشیروان ارجمند
- امیریل ارجمند
- برزو ارجمند
- حمید لولایی
- دلکاش
- امید جلیلی
- بیژن امکانیان
- عزت‌الله انتظامی
- همایون ارشادی
- بیژن بنفشه خواه
- رضا بنفشه خواه
- پرویز فنی‌زاده
- بهزاد فراهانی
- گلشیفته فراهانی
- شقایق فراهانی
- محمدعلی فردین
- فریماه فرجامی
- بیتا فرهی
- حمید فرخ‌نژاد
- جهانگیر فروهر
- لیلا فروهر
- محمدرضا فروتن
- فرامرز قریبیان
- گوگوش
- حامد بهداد
- محمدرضا گلزار
- کیانوش گرامی
- آزیتا حاجیان
- کاظم هژیرآزاد
- مهدی هاشمی
- لیلا حاتمی
- امین حیایی
- نیکی کریمی
- کامشاد کوشان
- محمدعلی کشاورز
- سروش صحت
- رضا کیانیان
- مجید مجیدی
- مارشال منش
- جمشید مشایخی
- مهوش
- امیر غفارمنش
- حدیث فولادوند
- رضا شفیعی جم
- جواد رضویان
- رضا عطاران
- علی صادقی
- مجید صالحی
- فرهاد آئیش
- هوتن شکیبا
- مهران مدیری
- بهمن مفید
- علی مصفا
- فاطمه معتمدآریا
- احمد نجفی
- علی نصیریان
- رؤیا نونهالی
- پرویز پرستویی
- ماهایا پطروسیان
- پارسا پیروزفر
- سعید راد
- بهرام رادان
- داوود رشیدی
- احمد مهران‌فر
- نوید محمدزاده
- شیوا رز [۱]
- هما روستا
- پرویز صیاد
- خسرو شکیبایی
- سوسن پرور
- شهاب عباسی
- محمدرضا شریفی‌نیا
- جمیله شیخی
- داریوش شکوف
- سوسن تسلیمی
- هدیه تهرانی
- شیوا بلوریان
- بهروز وثوقی
- مریلا زارعی
- بهاره رهنما
- پریناز ایزدیار
- ترانه علیدوستی
- شهاب حسینی

### کارگردان‌ها و فیلمسازان
- مرتضی آوینی
- بهروز سبط رسول
- رخشان بنی‌اعتماد
- نرگس آبیار
- بهرام بیضایی
- محسن تنابنده
- سیروس مقدم
- روح‌الله سهرابی
- ایرج طهماسب
- شهرام انتخابی
- بهمن فرمان‌‌آرا
- میترا فراهانی
- ایرج قادری
- بهروز غریب‌پور
- بهمن قبادی
- علی حاتمی
- ابراهیم حاتمی‌کیا
- محبوبه هنریان
- اردشیر ایرانی
- ابوالفضل جلیلی
- واروژ کریم‌مسیحی
- ساموئل خاچیکیان
- عباس کیارستمی
- مسعود کیمیایی
- پرویز کیمیاوی
- کامشاد کوشان
- اسماعیل کوشان
- محسن مخملباف
- سمیرا مخملباف
- مجید مجیدی
- داریوش مهرجویی
- رضا عطاران
- هادی حجازی فر
- مهران احمدی
- سعید نعمت الله
- حمید نعمت الله
- برزو نیک نژاد
- داریوش فرهنگ
- مهران مدیری
- رسول ملاقلی‌پور
- امیر نادری
- حسین نوری
- مهدی فخیم زاده
- جعفر پناهی
- بابک پیامی
- حسین رجبیان
- علی صمدی احدی
- امیرشهاب رضویان
- عبدالحسین سپنتا
- سهراب شهید ثالث
- کامران شیردل
- داریوش شکوف
- خسرو سینایی
- کمال تبریزی
- ناصر تقوایی

### آهنگسازان فیلم
- مجید انتظامی
- کامبیز روشن‌روان
- فریدون شهبازیان

- حسین علیزاده
- کارن همایونفر
- آریا عظیمی‌نژاد
- فریبرز لاچینی
- محمدرضا علیقلی
- اسفندیار منفردزاده
- احمد پژمان
- پیمان یزدانیان
- فرهاد فخرالدینی

### گریمورها
- مسعود ولدبیگی
- عبدالله اسکندری
- جلال معیریان
- بیژن محتشم
- مجید اسکندری
- مهری شیرازی
- ایمان امیدواری
- مهین نویدی
- محمد قمی

## طراحان

### خوشنویسان
- قربان‌علی اجلی
- غلامحسین امیرخانی
- ابوالحسن اعتصامی
- میرعماد حسنی
- یدالله کابلی
- حسین مشکین‌قلم
- جلیل رسولی
- میرعلی تبریزی

### طراحان مد
- ری آگایان [۲]
- پگاه انواریان
- عارفه منصوری
- بهناز صراف‌پور
- بیژن پاکزاد [۳]

### طراحان گرافیک
- داریوش بوربور
- رضا عابدینی
- فرشید مثقالی
- مرتضی ممیز
- قباد شیوا
- رضا عباسی

### تصویرگران
مجتبی حیدرپناه

## موسیقیدانان و خواننده‌ها

### کلاسیک

#### کلاسیک/سنتی ایرانی
- حسین علیزاده
- اکسم آو چویس
- غلامحسین بنان
- سیما بینا
- محمد معتمدی
- سالار عقیلی
- علیرضا افتخاری
- دلکش
- مهستی
- میرزا عبدالله فراهانی
- مرتضی حنانه
- کیهان کلهر
- کامکارها
- روح‌الله خالقی
- فریبرز لاچینی
- مهدی رجبیان
- محمدرضا لطفی
- جواد معروفی
- مرضیه
- شهرام ناظری
- پریسا
- ابوالحسن صبا
- محمد شمس
- همایون شجریان
- محمدرضا شجریان
- علینقی وزیری
- جلال ذوالفنون
- محمود ذوالفنون
- زریاب

#### کلاسیک غربی
- لیلی افشار
- امین الله حسین
- مهدی حسینی
- لطفی منصوری
- علیرضا متواسلی
- نادر مشایخی
- علی رحربی
- انوشیروان روحانی
- شهرداد روحانی
- حشمت سندجاری
- لوریس تیک

### الکترونیک
- دیپ دیش
- علی شیرازیانی
- شهرام طیبی
- علی مواسات

### پاپ
- افشین
- آرش
- بابک جهانبخش
- احسان خواجه امیری
- بهنام صفوی
- گروه آریان
- عارف
- علیرضا عصار
- علیرضا طلیسچی
- اندی مدادیان
- بنیامین بهادری
- بیژن مرتضوی
- کامرون کارتیو
- داریوش اقبالی
- دلکش
- ابی (ابراهیم حامدی)
- فرامرز اصلانی
- فرهاد (فرهاد مهراد)
- سیاوش قمیشی
- معین
- گوگوش
- حبیب
- حیدر
- حسن شماعی زاده
- شهرام صولتی
- اندی
- کوروس
- لیلا فروهر
- مهستی
- مهوش
- منصور
- مهرداد
- محمد نوری
- مرتضی پاشایی
- امید
- پیرس
- رضا صادقی
- رضا یزدانی
- حسن ستار
- سپیده
- شادمهر عقیلی
- بهنام بانی
- سوزان روشن
- شاهکار بینش پگاهو
- سعید
- شهرام شبپره
- شهرام ک
- ویگن

#### ترانه‌سرایان
- شهیار قنبری
- مریم حیدرزاده
- لیلا کسری
- ایرج جنتی عطایی
- هما میرافشار
- اردلان سرفراز
- نیلوفر لاری‌پور
- بیژن سمندر
- یغما گلرویی
- زویا زاکاریان
- منصور تهرانی
- مسعود فردمنش
- مونا برزویی
- شکوه قاسم‌نیا
- مهری ماهوتی
- روزبه بمانی
- رحیم معینی کرمانشاهی

### راک/متال
- ۱۲۷
- باراد
- کیوسک

## هنرمندان هنرهای نمایشی

### کمدین‌ها
- امید جلیلی
- ماز جبرانی
- هادی خرسندی
- شاپی خرسندی
- سید ابراهیم نبوی
- علیرضا مسعودی
- امیر کربلایی زاده
- مکس امینی

### رقصنده‌ها
- ‌فرزانه کابلی
- جمیله
- شاهرخ مشکین‌قلم

### کارگردان‌های تئاتر
- بهرام بیضایی
- نیلوفر بیضایی
- شیوا بلوریان
- حسین نوری
- حسین رجبیان
- حمید سمندریان

### بازیگران تئاتر
- شهره آغداشلو
- عزت‌اله‌ انتظامی
- داریوش ارجمند
- شیوا بلوریان
- بهزاد فراهانی
- علی نصیریان
- احمد ساعتچیان
- رؤیا تیموریان

## صداپیشگان

### آ
- منوچهر آذری
- مهدی آرین‌‌نژاد
- مهدی آژیر
- حمیدرضا آشتیانی‌پور
- رضا آفتابی
- آلکس آقابابیان
- احمد آقالو
- شهره آغداشلو
- معصومه آقاجانی
- زهرا آقارضا
- الیزا اورامی

### ا
- اتان رینز
- مرتضی احمدی
- ناصر احمدی
- منوچهر اسماعیلی
- سیامک اطلسی
- غلامعلی افشاریه
- اصغر افضلی
- علیرضا اکبریان
- سبحان اکرامی
- تاجی احمدی
- نگار استخر
- ژیلا اشکان
- کتایون اعظمی
- مهوش افشاری
- مهرخ افضلی
- فیروزه امیرمعز
- نوشابه امیری
- ناهید امیریان شمس‌آبادی

### ب
- علیرضا باشکندی
- حسین باغی
- داوود باقری
- محمد بحرانی
- عبدالله بوتیمار
- آرکادی بوغوسیان
- پرویز بهرام
- مهین برزوئی
- مهین بزرگی
- بهیجه نادری

### پ
- پرویز پرستویی
- جواد پزشکیان
- ژرژ پطرسی

### ت
- بهنام تشکر
- ابوالحسن تهامی‌نژاد
- معصومه تقی‌پور

### ج
- حمید جبلی
- چنگیز جلیلوند

### ح
- شوکت حجت
- مجید حبیبی
- دانیال حکیمی
- هومن حاجی‌عبداللهی

### خ
- مارکو خان
- خسرو خسروشاهی
- محمد خواجوی‌ها
- ناصر خویشتن دار
- هومن خیاط
- نیکو خردمند
- گوهر خیراندیش

### د
- ایرج دوستدار
- کاووس دوستدار
- محمدعلی دیباج
- آذر دانشی

### ر
- پرویز ربیعی
- فریبا رمضان‌پور
- مریم رادپور
- فهیمه راستکار
- نسیم رضاخانی
- احمد رسول‌زاده
- ایرج رضایی
- بهروز رضوی
- آرین ریس‌باف
- مهرداد رئیسی

### ز
- امیرهوشنگ زند
- بهرام زند
- عطاءالله زاهد
- علی زرندی
- محمدعلی زرندی
- منوچهر زمانی
- منوچهر زنده‌دل
- اکبر زنجانپور
- محمدرضا زندی

### س
- حسین سرشار
- کامبیز سرداری
- سروش رضایی
- عباس سعیدی
- کاظم سیاحی
- نادره سالارپور
- سیمین سرکوب

### ش
- خسرو شایگان
- سعید شرافت
- محمدرضا شریفی‌نیا
- داوود شعبانی نصر
- ابراهیم شفیعی
- هوتن شکیبا
- خسرو شکیبایی
- مظفر شمس کاظمی
- خسرو شمشیرگران
- سعید شیخ‌زاده
- فریبا شاهین‌مقدم
- زهره شکوفنده
- مریم شیرزاد

### ص
- امیرمحمد صمصامی
- مریم صفی‌خانی
- غلامرضا صادقی

### ط
- ناصر طهماسب

### ظ
- تقی ظهوری

### ع
- حسن عباسی
- حامد عزیزی
- شهاب عسگری
- حسین عرفانی
- بیژن علی‌محمدی
- مهدی علی‌محمدی
- محمدرضا علیمردانی
- مولود عاطفی
- مژگان عظیمی
- ژاله علو
- ترانه علیدوستی

### غ
- مینو غزنوی
- منصور غزنوی

### ف
- فریدون فرح‌اندوز
- فرشید فرزان
- محمدرضا فروتن
- فرود فولادوند
- فاطمه فرخنده مآل
- نرگس فولادوند
- پرویز فیروزکار

### ق
- امیرهوشنگ قطعه‌ای
- شروین قطعه‌ای
- اسماعیل قادرپناه
- محمود قبه زرین
- محمود قنبری
- آرشاک قوکاسیان

### ک
- نگین کیانفر
- داریوش کاردان
- عطاءالله کاملی
- نصرت کریمی
- علی کسمایی
- کسرا کیانی
- کنعان کیانی
- ژاله کاظمی
- مهین کسمایی

### گ
- ظفر گرایی
- علی‌اکبر گودرزی

- سهیلا گلستانی
- شیوا گورانی

### ل
- هوشنگ لطیف‌پور

### م
- سعید مظفری
- تورج مهرزادیان
- آشا محرابی
- مهین معاون‌زاده
- اردشیر منظم
- بهادر مالکی
- صادق ماهرو
- ولی‌الله مؤمنی
- نصرت‌الله محتشم
- محمدرضا صولتی
- حمید محمدی
- محمود نوربخش
- نصرالله مدقالچی
- مظفر مقدم
- میرطاهر مظلومی
- محمد معتضدی
- حسین معمارزاده
- جلال مقامی
- عزت‌الله مقبلی
- شهروز ملک‌آرایی
- ناصر ممدوح
- اکبر منانی هرندی
- احمد مندوب هاشمی
- مهین معاون‌زاده
- مینا مغازه‌ای
- هنگامه مفید
- پروین ملکوتی
- منصوره کاتبی
- زینت مؤدب
- حمید منوچهری
- وحید منوچهری

### ن
- پرویز نارنجی‌ها
- ایرج ناظریان
- عباس نباتی
- ناصر نظامی
- داوود نماینده
- منوچهر نوذری
- بدری نوراللهی
- شهلا ناظریان
- ناهید شعشعانی
- نجمی فروهی
- فاطمه نیرومند

### و
- سینا ولی الله
- منوچهر والی‌زاده

### ه
- بهمن هاشمی
- محمدرضا هدایتی
- رفعت هاشم‌پور

### ی
- نازنین یاری
- آزیتا یاراحمدی
- رزیتا یاراحمدی
- کیکاووس یاکیده

## هنرمندان هنرهای تصویری

### کاریکاتوریست‌ها
- جواد علیزاده
- اردشیر محصص
- علی دیواندری
- نیک‌آهنگ کوثر
- مانا نیستانی
- توکا نیستانی
- مجتبی حیدرپناه

### چندرسانه‌ای و نقاشی آمیخته
- منیر شاهرودی فرمانفرمائیان
- بهمن محصص
- شیرین نشاط
- حسین نوری
- داریوش شکوف
- پرویز تناولی
- صادق تیرافکن
- حسین زنده‌رودی

### نقاش‌ها
- خلیل کویکی
- رضا عباسی
- آیدین آغداشلو
- اکبر بهکلام
- حسین بهزاد
- کمال‌الدین بهزاد
- داریوش بوربور
- ایران درودی
- علی دیواندری
- محمود فرشچیان
- مکرمه قنبری
- خسرو حسن‌زاده
- حیدر حاتمی
- پوران جین چی
- ژاله کاظمی
- رضا خدادادی
- ترانه جوانبخت
- ایمان ملکی
- مانی
- لیلی متین‌دفتری [۴]
- فرهاد مشیری
- نورین معتمد
- حسین نوری
- کمال‌الملک
- پانته‌آ رحمانی
- علی‌اکبر صادقی
- ابوالحسن صدیقی
- همایون سلیمی
- سهراب سپهری
- محمدعلی ترقی‌جاه
- محسن وزیری‌مقدم
- منوچهر یکتایی

### عکاس‌ها
- احمد عالی
- عباس عطار
- علی‌خان والی
- مرتضی آوینی
- نادر داوودی
- رضا دقتی
- شهرام انتخابی
- کاوه گلستان
- نصرالله کسرائیان
- حسین رجبیان
- جهانگیر رزمی
- صادق تیرافکن
- آلفرد یعقوب‌زاده
- مریم زندی
- ترانه جوانبخت

### مجسمه‌سازی و چیدمان
- شیرین عابدینی‌راد
- سیا ارمجانی
- داریوش بوربور
- فاطمه امدادیان
- شهرام انتخابی [۵]
- منیر شاهرودی فرمانفرمائیان
- ترانه جوانبخت
- ماندانا مقدم [۶]
- بهمن محصص
- ابوالحسن صدیقی
- شیرانا شهبازی
- طاهر شیخ‌الحکمایی